# Championnats de France d'athlétisme en salle 1975
 (mai 2024).
Si vous disposez d'ouvrages ou d'articles de référence ou si vous connaissez des sites web de qualité traitant du thème abordé ici, merci de compléter l'article en donnant les références utiles à sa vérifiabilité et en les liant à la section « Notes et références ».
Navigation
Édition précédente Édition suivante
Les Championnats de France d'athlétisme en salle 1975 ont eu lieu les 15 et 16 février 1975 au Parc des expositions de la Motte Minsard à Orléans. 

## Palmarès
| Discipline       | Hommes              | Hommes       | Femmes                   | Femmes       |
| ---------------- | ------------------- | ------------ | ------------------------ | ------------ |
| 60 m             | Alain Sarteur       | 6 s 8        | Sylviane Telliez         | 7 s 5        |
| 400 m            | Francis Kerbiriou   | 49 s 4       | Chantal Leclerc          | 55 s 1       |
| 800 m            | Gérard Delaire      | 1 min 53 s 7 | Madeleine Thomas         | 2 min 8 s 1  |
| 1 500 m          | Francis Gonzalez    | 3 min 46 s 2 | Marie-Françoise Dubois   | 4 min 24 s 0 |
| 3 000 m          | Claude Nicolas      | 8 min 17 s 6 | -                        | -            |
| 60 m haies       | Guy Drut            | 7 s 7        | Chantal Réga             | 8 s 5        |
| Saut en hauteur  | Paul Poaniewa       | 2,16 m       | Marie-Christine Debourse | 1,78 m       |
| Saut à la perche | Jean-Michel Bellot  | 5,25 m       | -                        | -            |
| Saut en longueur | Jacques Rousseau    | 8,01 m       | Marie-Annette Leduc      | 6,05 m       |
| Triple saut      | Christian Valétudié | 15,88 m      | -                        | -            |
| Lancer du poids  | Arnjolt Beer        | 18,59 m      | Simone Créantor          | 14,26 m      |